# Kushinagar (distrikt)
Kushinagar är ett distrikt i den indiska delstaten Uttar Pradesh, och hade 2 893 196 invånare år 2001 på en yta av 2 910 km². Det gör en befolkningsdensitet på 994,2 inv/km². Den administrativa huvudorten är staden Padrauna. De största religionerna är hinduism (82,77 %) och islam (16,86 %). Distriktet är uppkallat efter Kushinagar, den stad där Buddha (Siddharta Gautama) anses ha uppnått parinirvana efter sin död.

## Administrativ indelning
Distriktet är indelat i fyra kommunliknande enheter, tehsils:
- Hata, Kasya, Padrauna, Tamkuhi Raj

## Städer
Distriktets städer är huvudorten Padrauna samt Hata, Kaptanganj, Khadda, Kushinagar, Ramkola och Sewarhi.
Urbaniseringsgraden låg på 4,58 procent år 2001.